# Felix Borowsky
Felix Borowsky (Burton-in-Kendal, Cúmbria, Anglaterra, 10 de març de 1870 - Chicago, Illinois, Estats Units, 6 de setembre de 1956) fou un compositor i violinista polonès nascut a Anglaterra i nacionalitzat estatunidenc.
El 1897 la família Borowsky es traslladà del Regne Unit als Estats Units, on Borowsky estudià de bon principi amb mestres particulars, passant després a Colònia (Alemanya), Conservatori en el qual es graduà en violí, piano i composició.
Fou director de la secció de composició i professor d'història musical des de 1897 a 1916 en el Col·legi de Música de Chicago, on entre altres alumnes tingué a Gena Branscombe. Més tard fou professor de música moderna i forma musical en la Universitat de Northwestern. Autor de gran nombre de composicions, figuren entre les més notables:
- Simfonia nº. 1,
- Marxa triomfal, dues suites
- Valse Pathétique,
- Le Printemps pasionné,
- Ecce Homo,
- Elégie simphonic,
- Peintures,
- Fantasie-Overture,
- Youth, (premiada en un concurs)
- Semiramis, etc.totes elles per a orquestra, a més d'altres per a piano i per a violí.

Per l'escena va donar Boudour, pantomima coreogràfica; A Century of the Dance, coreografia, i l'òpera còmica Fernando del Nonsentsico. la seva tasca professional s'estengué a la crítica.